# Go-in
Ein Go-in ist ein demonstratives Eindringen in Veranstaltungen, um Diskussionen zu erzwingen. Dieses Vorgehen wurde insbesondere von der internationalen Studentenbewegung der 1960er Jahre gepflegt, um Universitätsveranstaltungen (z. B. eine Vorlesung) zu stören, zu sprengen oder umzufunktionieren. Dabei wurde dem Vortragenden in der Regel das Wort entzogen oder bei größeren Veranstaltungen das Mikrofon entrissen, um das Rednerpult zur Kundgebung über das Demonstrationsthema zu nutzen. Damit ging das Go-in in ein Teach-in über. Beim Sit-in wurde dagegen in der Regel ein gerade ungenutzter Raum besetzt.
In einer theoretischen Reflexion des Go-ins von 1969 argumentierte Monika Steffen, es solle die an den Universitäten übliche „Verhinderung spontaner Denkprozesse, das Abschneiden kollektiven Bewusstseins durch Leistungszwang und Konkurrenz“ beenden. Damit werde der bürgerliche Sozialisationsprozess gebrochen und die „Fixierung an reaktionäre Wissenschaft wenn nicht beseitigt, so doch problematisiert“. 
In Deutschland wurden insbesondere die Go-ins bei Carlo Schmid und bei Theodor W. Adorno an der Johann Wolfgang Goethe-Universität Frankfurt bekannt. Carlo Schmid hat dabei das abgewandelte Luther-Zitat „Hier stehe ich und sonst keiner“ gebraucht, musste dann aber doch die Vorlesung abbrechen. Eine Vorlesung Adornos 1969 wurde von gegen das Patriarchat protestierenden Studentinnen gesprengt, die demonstrativ barbusig auftraten. Er schrieb darauf an Samuel Beckett: „Das Gefühl, mit einem Mal als Reaktionär angegriffen zu werden, hat immerhin etwas Überraschendes.“